# Pachybrachis snowi
Pachybrachis snowi är en skalbaggsart som beskrevs av Bowditch 1909. Pachybrachis snowi ingår i släktet Pachybrachis och familjen bladbaggar. Inga underarter finns listade i Catalogue of Life.